# 法提赫清真寺 (特拉布宗)

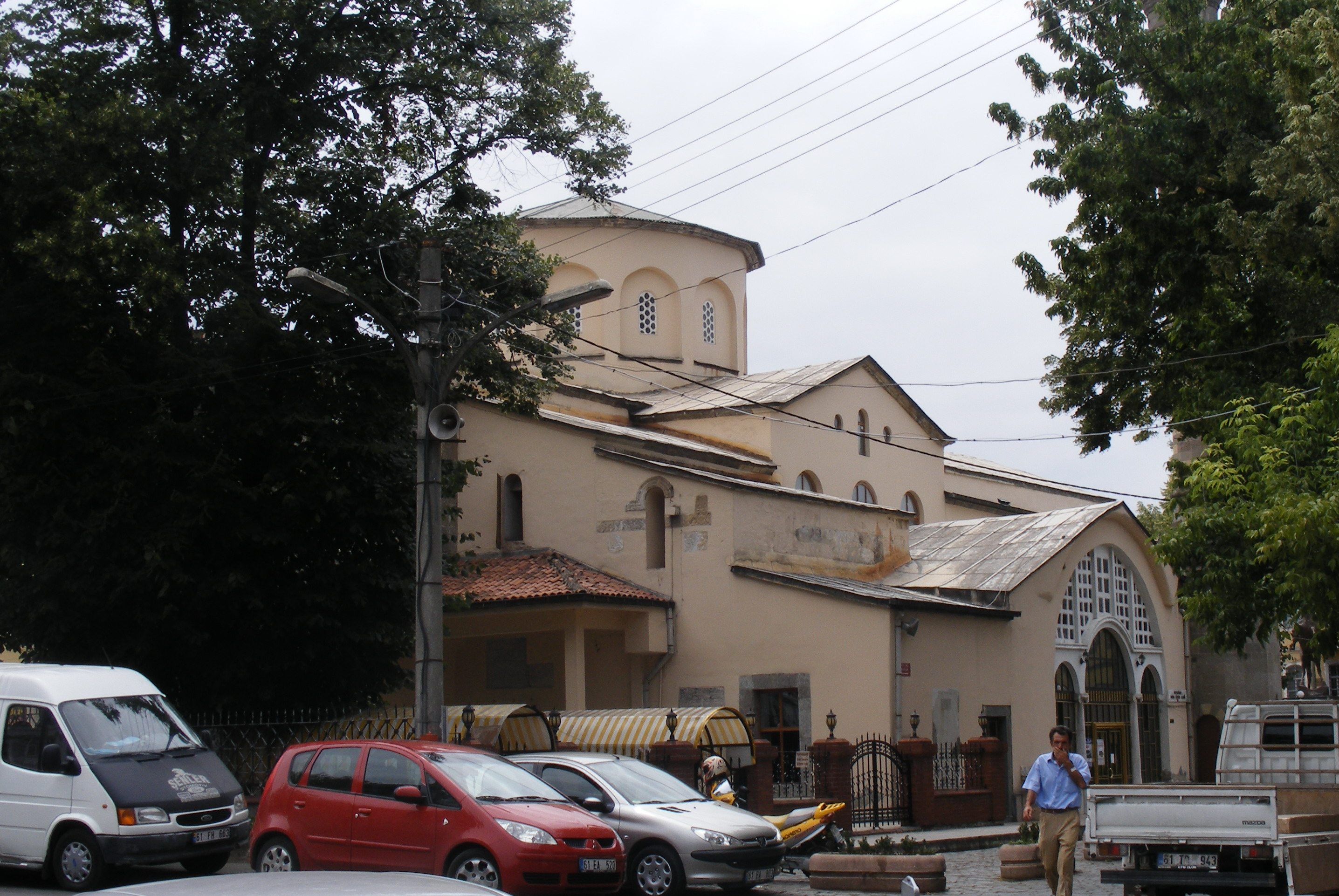

法提赫清真寺（Fatih Mosque）是土耳其特拉布宗的一个清真寺，它建于拜占庭时期，原为金头圣母教堂（希臘語：Παναγία Χρυσοκέφαλος,Panagia Chrysokephalos Church），兼作特拉比松帝国的主教座堂，以及修道院教堂，直到1461年奥斯曼帝国征服该城。法提赫清真寺展现了奥斯曼帝国书写艺术最美丽的样本。
在特拉比松帝国的全盛时期，数位君王均埋葬于此。
奥斯曼帝国征服后，教堂改为清真寺。穆罕默德二世参加了第一次祈祷，并在一侧建立了伊斯兰学校。